# Верхняя улица (Москва)
Ве́рхняя у́лица (до 7 июня 1922 года — Да́чный переу́лок) — улица в Северном административном округе города Москвы на территории района Беговой.

## История
Улица получила современное название по Верхней улице бывшей Тверской Слободки в отличие от Нижней улицы. До 7 июня 1922 года называлась Дачный переулок.

## Расположение
Верхняя улица проходит от Нижней улицы на северо-запад, поворачивает на юго-запад и проходит до Скаковой улицы. Нумерация домов начинается от Нижней улицы.

## Транспорт

### Наземный транспорт
По Верхней улице маршруты наземного общественного транспорта не проходят. Восточнее улицы, на Ленинградском проспекте, расположена остановка «Белорусский вокзал» автобусов е30, е30к, м1, н1, н12, 27, 84, 101, 356, 905, т20, т70.

### Метро
- Станции метро «Белорусская» Замоскворецкой линии и «Белорусская» Кольцевой линии (соединены переходом) — юго-восточнее улицы, на площади Тверская Застава.

### Железнодорожный транспорт
- Белорусский вокзал (пассажирский терминал станции Москва-Пассажирская-Смоленская Смоленского направления Московской железной дороги) — юго-восточнее улицы, на площади Тверская Застава.